# Nataliya Golofastova

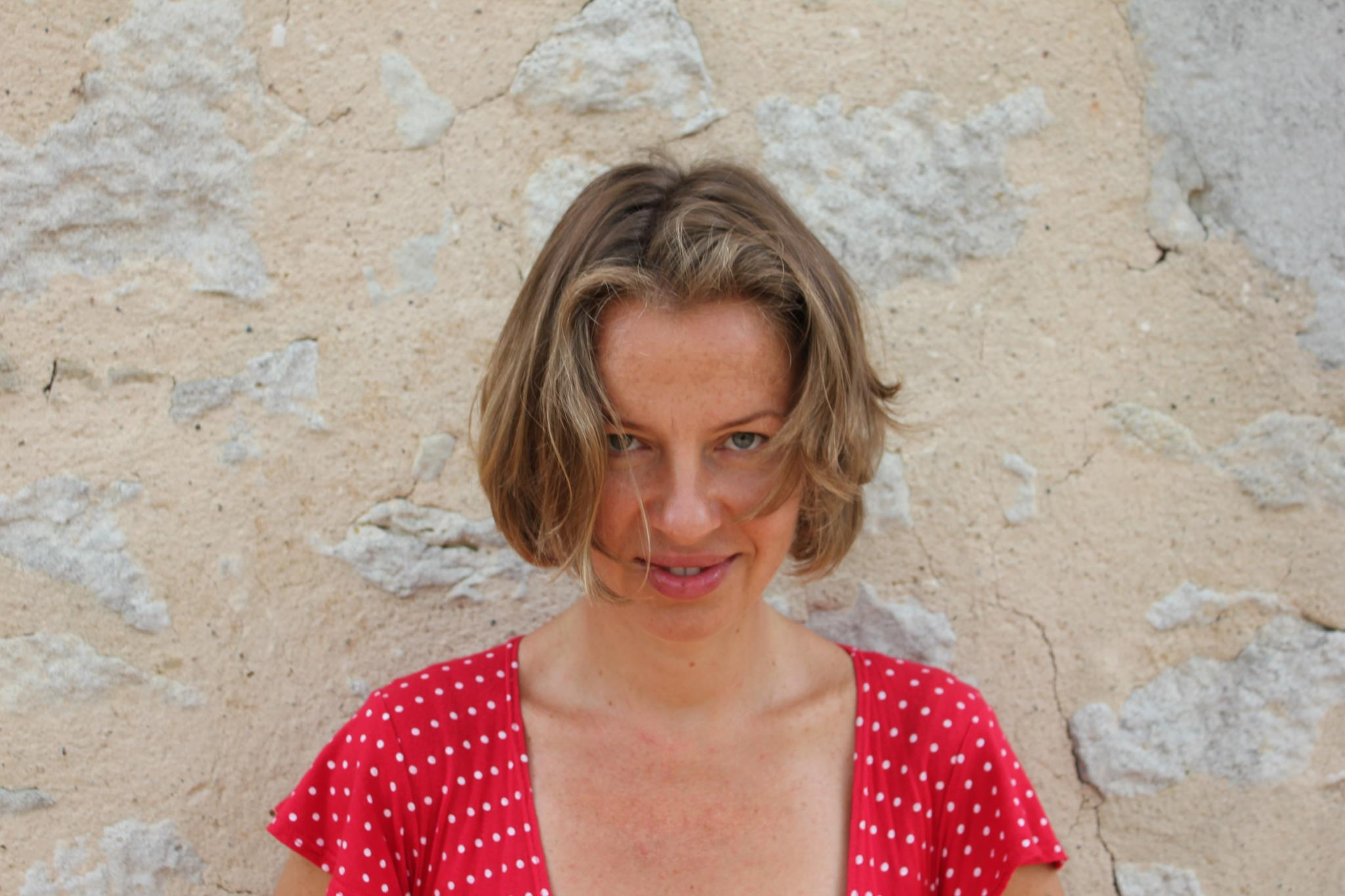

Nataliya Eduardovna Golofastova (15 december 1971, Odessa, Oekraïne, voormalige Sovjet-Unie) is een multimediaregisseur, academica, actrice, en oprichtster van de Multimediale Stichting AARD.

## Biografie
Golofastova begon haar artistieke reis als actrice. Vanaf haar achtste verscheen ze in Sovjetfilms geproduceerd door de 
Odessa Filmstudio, trad ze op met het Propagandatheater van Jonge Communisten	en nam ze deel aan pantomimevoorstellingen 
aan het Marcel Marceau Theater (School) van Odessa. Daarnaast volgde ze lessen in een gespecialiseerde literair-theatrale klas onder leiding van Tatiana Komolova, waar ze haar eerste regie-ervaring opdeed en speelde in theaterproducties in samenwerking met het 	
Odessa Academisch Dramatisch Theater	
In 1991 kwam Golofastova naar Nederland op zoek naar vernieuwende kunstvormen. In 1998 studeerde ze af aan de Universiteit van Amsterdam met een mastergraad in Theaterwetenschappen. Tijdens haar universitaire jaren ontwikkelde ze een interdisciplinaire benadering, met interessegebieden in filosofie, psychologie	
en (kunst)geschiedenis. Deze benadering werd verder ontwikkeld door haar vierjarige deelname (2001–2005) aan seminars bij de 	
Amsterdam School of Cultural Analysis (ASCA) onder leiding van 	
Mieke Bal. Bij ASCA onderzocht en paste ze interdisciplinaire methoden toe op de kunsten als een krachtig instrument voor culturele analyse. Haar academische focus lag op transgressieve kunstvormen	en het waarnemingsveld van toeschouwers — specifiek hoe 
kunst bepaalde ervaringen kan oproepen. Ze paste deze kennis toe in een grootschalig experiment binnen de artistieke praktijk, op zoek naar een innovatieve kunsttaal.

## Multimedia-experimenten
In 2006 debuteerde Golofastova als regisseur met de multimediale productie De Brief, met actrice Catherine ten Bruggencate in de hoofdrol, gebaseerd op een fragment uit de roman Leven en Lot van  Vasili Grossman.
Van 2008 tot 2012 was Golofastova verbonden aan het Productiehuis Rotterdamse Schouwburg. Onder artistieke leiding van Annemie Vanackere zette ze haar experimenten met vernieuwende vertelvormen voort, waaronder multimediale producties zoals Anoniem, Marcelle’s Onschuld en Naar Wijder Horizon. Geschiedenis en documentaire bronnen vormden een belangrijke inspiratiebron. Haar werk wordt gekenmerkt door een conceptuele, interdisciplinaire benadering. Samenwerkingen met autonome beeldend kunstenaars en audiovisuele artiesten leidden tot unieke producties waarin beeld, licht en geluid een gelijkwaardige rol speelden naast gesproken taal. Deze samenwerkingen breidden haar artistieke bereik uit naar kunstgalerijen en museale contexten (bijvoorbeeld de Hermitage thans H'ART, het Stedelijk Museum Amsterdam en het Paviljoen Welgelegen in Haarlem).
De zoektocht naar nieuwe vertelvormen en samenwerkingen met autonome kunstenaars leidde tot de uitvinding van een nieuwe kunstvorm: de narratieve installatie (ook wel "vertelinstallatie" genoemd). Dit concept werd verder uitgewerkt in haar project Mijn Stad (2017–2018)  
— een reeks vertelinstallaties gebaseerd op de geschiedenis van Amsterdam. Deze installaties vonden plaats in Het Bruggehuisje 	
op de Pieter Kramerbrug in Amsterdam en omvatten zes narratieve installaties, gecreëerd in samenwerking met schrijvers, acteurs, muzikanten, autonome beeldend kunstenaars en audiovisuele artiesten.  
In 2012 werd de Multimediale Stichting AARD opgericht met steun van de Rotterdamse Schouwburg om een onafhankelijk platform te bieden voor Golofastova’s werk, dat vaak traditionele categorisering overstijgt. In de loop der tijd evolueerde Stichting AARD tot een samenwerkingsruimte voor kunstenaars uit verschillende disciplines, allen op zoek naar nieuwe manieren om betekenisvolle verhalen te vertellen.
In 2024 debuteert Golofastova als filmmaker met haar kunstdocumentaire Otets, een coproductie van Labirynt Film en 
Multimediale Stichting AARD.	

## Overig Werk
Tijdens haar carrière als regisseur van multimediale projecten blijft Golofastova werken over verschillende disciplines heen. Ze speelt in films en televisieproducties (NCRV, VPRO, TROS, Endemol en KRO-NCRV) en theaterproducties (Toneelgroep Amsterdam, Olivier Provilly Productions, The WARP). Ze schrijft en doceert aan universiteiten en kunstinstellingen (Universiteit van Amsterdam, ArtEZ en de Rietveld Academie) en werkt als adviseur voor 	
overheidsinstellingen voor cultuur (Fonds Podiumkunsten en Nederlands Letterenfonds). Daarnaast organiseert ze culturele evenementen en cureert ze verdiepende rand programma’s.

## Publicaties
- Over de grenzen van culturen – artikel in de bundel: Kunst als morele vrijplaats, ArtEZ, Press d’jonge Hond, 2007, redactie: Albert van der Schoot.
- MÉDÉE MATÉRIAU: Or the Assassination of the Spectator – artikel/onderzoek in jubileumuitgave van drie tijdschriften: Performance Research, Frakcija, Maska – special issue: On Form, Vol. 10 No. 2, juni 2005.
- Een reisverslag – artikel in Toneel Maker, Vol. 118, juni 1997.
- De reis naar de maan – essay in De Nieuwe Interacte, Vol. 2, februari 1996.
- Vijf voor half acht – toneelstuk in Dramaspeciaal, Vol. 1, 1995, tijdschrift van de Universiteit van Amsterdam, Theaterwetenschappen.

### Onderscheidingen
- 2008: Anoniem opgenomen in de top tien voorstellingen van het jaar door de Volkskrant recensenten. Hoofdrol Actrice Maria Kraakman ontving voor Anoniem de Gouden Kniertje-prijs.
- 2006: De Brief opgenomen in de top tien voorstellingen van het jaar door de Volkskrant recensenten.
- 1996: Derde prijs voor het toneelstuk Vijf voor half acht in Dramaspeciaal.

### Documentaires over Golofastova
- 2013: Adapters – documentaire, hoofdpersonage, regisseur: Oksana Maksimchuk, geproduceerd door Omaks Production.
- 1993: Natasha – documentaire, hoofdpersonage, regisseur: Oksana Maksimchuk, uitgezonden op het 1e kanaal van de Russische staatstelevisie, Press-Club.